# Li Bia Bouquet
Li Bia Bouquet (Li bea bouket en wallon unifié) est une chanson en wallon écrite et composée par Nicolas Bosret en 1851. Elle obtient en 1856 le statut officiel d'hymne namurois. Elle est interprétée par la Société Royale Moncrabeau lors des Fêtes de Wallonie à Namur, en Belgique.
L'hymne est également joué lors de différentes manifestations culturelles ou sportives. Il sert notamment de musique d'entrée sur le terrain pour les matchs de l'Union Royale Namur.

## Historique
- 1851 : Chantée pour la première fois en 1851 par Jules Mandos, ténor au Théâtre Royal de Namur.
- 1856 : Adoption par le conseil communal, Li Bia Bouquet devient l'« hymne national de la Ville de Namur ».

## Musique
Li bia bouquet est sonné au carillon de Namur (dans la Tour Saint-Aubain) par Edmond Devos, carillonneur titulaire de la cathédrale de Namur.

## Paroles

### Version transcrite d'après leSystème Feller
C’est d’mwin li djoû di m’ariadje

Aprètez, aprètez tos vos bouquèts

Vos lès mètroz au cwârsadje

Dès bauchèles do banquèt

Mins c’est l’mène li pus djolîye

Ossi vraîmint dji m’rafîye

Dè lî donner li bouquèt

Elle aurè li bia bouquèt.

Ç’a stî one saqwè d’drole

L’ôte fîye dj’aveuve one crole

Tot-aspouyî

Dj’alais soki

L’amoûr vint m’rèwèyi

C’est d’mwin li djoû di m’ariadje

Aprèstez, aprèstez tos vos bouquèts

Nos lès mèstrans au cwârsadje

Dès bauchèles di nosse banquèt

Mins c’est l’mène li pus djolîye

Ossi vraîmint dji m’rafîye

Dè lî donner li bouquèt

Elle aurè li bia bouquèt.

Ç’asteûve mi p’tite Marîye

Come èlle esteûve djolîye

Quèn-embaras

Ça stî ç’djoû-là

Qui dj’a signé l’contrat.

C’est d’mwin li djoû di m’ariadje

Aprèstez, aprèstez tos vos bouquèts

Nos lès mèstrans au cwârsadje

Dès bauchèles di nosse banquèt

Mins c’est l’mène li pus djolîye

Ossi vraîmint dji m’rafîye

Dè lî donner li bouquèt

Elle aurè li bia bouquèt.

Adiè totes mès folîyes

Dj’intère dins l’confrérîye

C’è-st-à l’auté

Qui dj’va djurer

Amoûr, fidélité.

C’est d’mwin li djoû di m’ariadje

Aprèstez, aprèstez tos vos bouquèts

Nos lès mèstrans au cwârsadje

Dès bauchèles di nosse banquèt

Mins c’est l’mène li pus djolîye

Ossi vraîmint dji m’rafîye

Dè lî donner li bouquèt

Elle aurè li bia bouquèt.

C’est d’mwin qu’dji m’boute à pièce

Adiè tote li djon-nèsse

Po comincî

Dji m’va satchî

A l’cwade à tot spiyî.

C’est d’mwin li djoû di m’ariadje

Aprèstez, aprèstez tos vos bouquèts

Nos lès mèstrans au cwârsadje

Dès bauchèles di nosse banquèt

Mins c’est l’mène li pus djolîye

Ossi vraîmint dji m’rafîye

Dè lî donner li bouquèt

Elle aurè li bia bouquèt.

### Version transcrite enwallon unifié
La chanson a été réécrite selon l'orthographe du wallon unifié. Cette version est disponible sur le Wikisource wallonophone.

## Traduction en français
Refrain
C’est demain le jour de mon mariage.

Apprêtez, apprêtez tous vos bouquets.

Nous les mettrons au corsage.

Des jeunes filles de notre banquet.

C’est la mienne la plus jolie.

Aussi, je me réjouis.

De lui donner le bouquet.

Elle aura le plus beau bouquet.

Couplet 1

Ce fut une drôle de chose.

L'autre fois, j'avais un peu bu. 

Tout appuyé.

J’allais m'endormir.

L'amour vint m'réveiller.

Refrain

Couplet 2
C’était ma petite Marie.

Comme elle était jolie.

Quel embarras !

Ce fut c'jour là

Quand j'ai signé l'contrat 

Refrain

Couplet 3

Adieu toutes mes folies.

J’entre dans la confrérie.

C’est à l’autel. 

Que je vais jurer 

Amour, fidélité.

Refrain

Couplet 4

C’est demain que j'me marie.

Adieu toute la jeunesse.

Pour commencer.

Je vais tirer

À la corde à tout casser.